# Бабин (озеро)
Баби́н (англ. Babine Lake) — озеро в провинции Британская Колумбия в Канаде.

## География
Одно из больших озёр Канады — площадь водной поверхности 479 км², общая площадь — 495 квадратных километров, третье по величине озеро в провинции Британская Колумбия. Расположено в центральной части провинции, северо-восточнее города Бернс-Лейк. Высота над уровнем моря 711 метров. Ледостав с декабря по май.
Озеро имеет очень вытянутую форму — длина 177 км, ширина от 2 до 10 км и является самым длинным естественным озером Британской Колумбии. Сток из озера на северо-запад по реке Бабин, являющейся притоком реки Скина. Озеро окружают три провинциальных парка — Бабин-Лейк-Марине, Топлей-Лендин, Ред-Блуф. На западном берегу озера расположен небольшой посёлок Гранайл (364 жителя в 2006 году), в прошлом горняцкий посёлок, основанный в 1965 году компанией Granby Mining Co Ltd для своих рабочих.

## Экономика
Основой экономики района в 60—80-е годы XX столетия были два медных рудника, которые обеспечивали работой местных жителей. В 1965 Granby Mining Co Ltd построила рудник Гранайл на острове Макдональд и начала добычу меди открытым способом (сейчас это часть острова Стерретт, так как отвалы пустой породы связали 2 острова). В 1972 году компания Noranda Inc открыла рудник Bell Mine на полуострове Ньюман. К 1992 оба рудника были закрыты, и с тех пор туризм стал ведущей отраслью экономики. Река Бабин, которая вытекает из озера — одна из всемирно известных лососёвых рек, а также пользуется большой популярностью у байдарочников и любителей рафтинга. Для поддержания численности лосося в системе реки Скина возле Гранайла действуют рыборазводники.